# Захарово (Клинський район)
Захарово — село у складі міського поселення Клин Клинського району Московської області Російської Федерації

## Розташування
Село Захарово входить до складу міського округу Клин.
Найближчі населені пункти, Бортниково, Титково, Владикіно.

## Населення
Станом на 2010 рік у селі проживало 248 людей

## Пам'ятки архітектури
У селі знаходиться пам'ятка історії місцевого значення — братська могила радянських воїнів, які загинули у 1941 р.

Також у селі збереглася кам'яна церква Святої Трійці збудована у 1829 — 1850-х рр..